# Jakub a obří broskev
Jakub a obří broskev (anglicky James and the Giant Peach) je dětský fantasy román od britského spisovatele Roalda Dahla. Kniha lze řadit také k dětské dobrodružné literatuře. Příběh vypráví o chlapci, který je vychováván dvěma zlými tetami. Díky kouzelnému dědečkovi zažije dobrodružnou cestu, na které musí překonat mnoho překážek, ale společně se svými přáteli doletí až do New Yorku. Kniha byla vydána roku 1961 a dočkala se i filmové adaptace z roku 1996. Česky poprvé vyšla roku 1993 v nakladatelství Albatros, v překladu Jaroslava Kořána a Pavla Šruta.

## Děj
Hlavním hrdinou je chlapec jménem Jakub Tamtudy. Jakub žil do svých čtyř let se svými rodiči v domku u moře. Jeho rodiče však postihla tragická nehoda, při které je sežral rozzuřený nosorožec, který utekl z tamní zoo. Jakuba poslali za jeho tetami. Za tetou Bečkovou a tetou Brčkovou. K Jakubovi se nechovaly vůbec hezky, byly sobecké, líné a kruté. Jednoho dne Jakub potká kouzelného dědečka, který mu dal kouzelné krystalky, díky kterým se Jakubovi mělo začít dařit. Když běžel hodit krystaly do vody tak jak mu dědeček poradil, uklouzl a spadl do trávy. Když dopadl na zem, roztrhl se mu pytlík a krystalky se rozsypaly všude kolem něj.
Po chvíli začala ze suchého stromu růst překrásná broskev. Rostla stále víc a víc, až byla tak veliká, že se dotýkala země. Když Jakub obdivoval broskev, objevil v ní tunel, do kterého vlezl. V broskvi našel pokoj, ve kterém potkal Berušku, Žížaláka, dědu Konipase, Stonožníka a další hmyz. Jakuba překvapilo, že byli stejně velcí jako on. Uvnitř broskve se pak vydali na cestu do světa.
Na své cestě museli překonat mnoho překážek. Například čelili útoku žraloků, kteří broskev ohlodávali zespodu. Jakub přišel s nápadem připevnit racky lany, která utkali Hedvábník a slečna Pavoučková, a vyzdvihnout tak broskev do vzduchu. Na své cestě potkali i Mračňáky, kteří Jakubovi a jeho přátelům cestu také neusnadnili.
Když Jakub a jeho přátelé přiletěli do New Yorku, obrovská broskev se napíchla na nejvyšší budovu Empire State Building. A kolem budovy se shromáždili lidé, ale i policie nebo hasiči. Nejprve se Jakuba a ostatních báli. Mysleli si že jsou mimozemšťané, ale když poznali, že Jakub je člověk, všechny bezpečně dostali na zem včetně broskve.

## Hlavní postavy
- Jakub Tamtudy – hlavní postava, osiřelý chlapec
- Teta Bečková a teta Brčková – tety, u kterých Jakub musel bydlet po smrti svých rodičů
- Hmyz, se kterým Jakub zažil mnoho dobrodružství a se kterým se během cesty spřátelil
  - Děda Konipas
  - Slečna Pavoučková
  - Stonožník
  - Žížalák
  - Světluška
  - Hedvábník
  - Beruška

## Přijetí a interpretace
V časopise o dětské literatuře a umění Zlatý máj označil Petr Lhota v recenzi knihy Dahla za „pohádkového provokatéra“, a to právě díky jeho titulům jako je například Jakub a obří broskev nebo Karlík a továrna na čokoládu. Vyzdvihl zejména Dahlův smysl pro nespoutanou fantazii a užívání nejrůznějších neobvyklých zvířecích postav (konipas, pavoučice, beruška apod.). Připomněl, že Oleg Sus napsal o Dahlově dětské tvorbě, že i přes charakteristickou grotesknost se zde objevují také prvky brutality, výsměchu či deziluze, podobné těm z Dahlovy tvorby pro dospělé čtenáře – v Jakubovi a obří broskvi je to například „dickensovská“ situace sirotka, kterého na začátku příběhu týrají jeho tety. Recenze zhodnotila překlad Jaroslava Korána jako „výtečný“ a ilustrace Markéty Prachatické jako „geniální“.
Matthew Bokma a Adam Barkman v románu identifikovali existenciální prvky, kupříkladu již rychlou a nepředvídatelnou změnu Jakubova postavení, když se vinou uprchlého nosorožce, který sežere jeho rodiče, promění ze šťastného, spokojeného čtyřletého dítěte, které si hraje s ostatními a žije v pohodlí, na nešťastného sirotka, jenž žije v utrpení a bez větších sociálních kontaktů. Tento náhlý vstup „konečnosti“ do života popsali jako ilustraci Kierkegaardovy a Sartrovy filozofie.

## Adaptace
V roce 1996 byla kniha adaptována do podoby animovaného filmu. Zpracování využilo loutky, ploškovou animaci i hrané prvky. Režie se ujal Henry Selick a podle časopisu Time film vybalancoval realistické a surreálné prvky ještě lépe než původní text.
V roce 2019 byla vydána česká audiokniha, kterou namluvil Vojtěch Kotek a vydalo ji nakladatelství Tympanum, režie Zuzana Burianová, hudba Mario Buzzi, zvuk Tomáš Sochůrek.